# Simon Mignolet
Simon Luc Hildebert Mignolet (AFI: [ˈsimɔn ˈmiɲɔlɛ]; Sint-Truiden, 6 marzo 1988) è un calciatore belga, portiere del Club Bruges.

## Biografia
Nel 2015 ha sposato Jasmine Claes, dal loro matrimonio sono nati due figli, Lex nel 2019 e Vin nel 2022.

## Caratteristiche tecniche
Atleticamente molto preparato, Mignolet aiutato dalla propria reattività è capace di parare bene le palle calciate dalla lunga distanza, benché abbia una buona presa si affida principalmente alla respinta, ed è molto deciso negli interventi difensivi. È capace di neutralizzare i calci di punizione, anche quelli meglio direzionati, oltre a essere anche un buon para-rigori.

## Carriera

### Club

#### Sint-Truiden e Sunderland
Esordisce con il Sint-Truiden, squadra della sua città, nel 2006, nella partita persa 1-0 in casa contro il KAA Gent, diventando poi subito il portiere titolare. Nella stagione 2008-2009 gioca 29 gare, segnando anche un gol su rigore, ed aiutando la formazione ad ottenere la promozione nella prima lega belga. Nella stagione successiva viene invece nominato miglior portiere del campionato.
Nell'estate 2010 passa al Sunderland, in Inghilterra, esordendo il 15 agosto seguente in una partita pareggiata per 2-2 con il Birmingham City. Si trova a competere per il posto tra i pali con Craig Gordon, tuttavia i numerosi infortuni dello scozzese gli impediscono di imporsi come titolare. Il 24 agosto 2010 esordisce in Football League Cup nella vittoria per 2-0 in casa contro il Colchester United, mentre l'8 gennaio 2011 esordisce nella più prestigiosa coppa inglese, la FA Cup, nella sconfitta casalinga per 2-1 contro il Notts County.

#### Liverpool
Al termine della stagione 2012-2013, il 21 giugno 2013, viene ceduto al Liverpool per 9 milioni di sterline. È nominato titolare a seguito della cessione del pari ruolo Reina al Napoli nella medesima sessione di mercato. Debutta con la nuova maglia il 17 agosto contro lo Stoke City, gara vinta per 1-0, nella quale para un rigore nel finale. Il 27 dello stesso mese arriva anche l'esordio in Football League Cup nella vittoria per 4-2 contro il Notts County alla conclusione dei tempi supplementari, dopo che i tempi regolamentari si erano conclusi sul 2-2. È uno dei titolari imprescindibili della squadra, gioca infatti tutte le partite della Premier League dando il suo contributo alla squadra per il raggiungimento del secondo posto finale.
Nella stagione successiva, Il 16 settembre 2014 fa il suo esordio personale in Champions League nella partita vinta 2-1 in casa contro il Ludogorets. Questa è la prima e unica vittoria della sua squadra nel girone dato che dopo arrivano 3 sconfitte, 1 contro il Basilea (1-0) e 2 contro il Real Madrid (0-3) e (1-0), e 2 pareggi, contro il Ludogorets (2-2) e il Basilea (1-1). La sua squadra non riesce a superare la fase a gironi e viene quindi declassata ai sedicesimi di finale di Europa League dove verrà accoppiato con i turchi del Beşiktaş e il 19 febbraio 2015 fa il suo esordio nella competizione nella gara d'andata vinta 1-0 in casa dalla sua squadra. Conclude la stagione con 54 presenze, risultando uno dei più presenti della squadra.
Nella nuova stagione gioca di nuovo in Europa, in Europa League, e nonostante il cambio in panchina con l'arrivo di Jürgen Klopp non perde il posto da titolare. Alla fine della stagione risulta uno dei più presenti giocando 55 partite tra tutte le competizioni.
Per la stagione 2016-2017 viene confermato nel ruolo di primo portiere davanti ai compagni Loris Karius e Alexander Manninger. La prima presenza nella nuova stagione la ottiene nella vittoria per 4-3 in trasferta sul campo dell'Arsenal, nel big match della prima giornata di Premier League. In occasione della partita raggiunge quota 300 presenze ufficiali nei campionati nazionali. Dopo esser partito come titolare della squadra viene relegato al ruolo di secondo portiere a favore del compagno di squadra Loris Karius. Il 14 dicembre torna a giocare in Premier League nella gara vinta 3-0 sul campo del Middlesbrough, presenza che mancava da settembre.

#### Club Bruges
Il 5 agosto 2019, dopo 6 stagioni trascorse con la maglia del Liverpool, si trasferisce al Club Bruges, facendo così ritorno in patria a distanza di 9 anni. Come portiere titolare vince tre volte di seguito il campionato belga, le edizioni 2019-2020, 2020-2021, 2021-2022.

### Nazionale
Ha debuttato con la nazionale belga il 25 marzo 2011 nella partita valida alla qualificazione a Euro 2012 vinta per 2-0 contro l'Austria. Convocato per gli Europei 2016 in Francia, non scende in campo nel corso della manifestazione continentale avendo preferito affidarsi a Thibaut Courtois.
Anche nel Mondiale 2018 e nell'Europeo 2020 Mignolet ha fatto da panchinaro, gioca come titolare per la prima volta in un campionato continentale durante la UEFA Nations League.

## Statistiche

### Presenze e reti nei club
Statistiche aggiornate al 4 marzo 2025.
| Stagione            | Squadra             | Campionato          | Campionato | Campionato | Coppe nazionali | Coppe nazionali | Coppe nazionali | Coppe continentali | Coppe continentali | Coppe continentali | Altre coppe | Altre coppe | Altre coppe | Totale | Totale  |
| Stagione            | Squadra             | Comp                | Pres       | Reti       | Comp            | Pres            | Reti            | Comp               | Pres               | Reti               | Comp        | Pres        | Reti        | Pres   | Reti    |
| ------------------- | ------------------- | ------------------- | ---------- | ---------- | --------------- | --------------- | --------------- | ------------------ | ------------------ | ------------------ | ----------- | ----------- | ----------- | ------ | ------- |
| 2006-2007           | Sint-Truiden        | D1                  | 2          | -4         | CB              | 0               | 0               | -                  | -                  | -                  | -           | -           | -           | 2      | -4      |
| 2007-2008           | Sint-Truiden        | D1                  | 25         | -37        | CB              | 1               | -2              | -                  | -                  | -                  | -           | -           | -           | 26     | -39     |
| 2008-2009           | Sint-Truiden        | D2                  | 35         | -27; 1     | CB              | 1               | -2              | -                  | -                  | -                  | -           | -           | -           | 36     | -29; 1  |
| 2009-2010           | Sint-Truiden        | D1                  | 27+12      | -32 + -15  | CB              | 1               | -1              | -                  | -                  | -                  | -           | -           | -           | 40     | -48     |
| Totale Sint-Truiden | Totale Sint-Truiden | Totale Sint-Truiden | 101        | -115; 1    |                 | 3               | -5              |                    | -                  | -                  |             | -           | -           | 104    | -120; 1 |
| 2010-2011           | Sunderland          | PL                  | 23         | -35        | FACup+CdL       | 1+2             | -2 + -2         | -                  | -                  | -                  | -           | -           | -           | 26     | -39     |
| 2011-2012           | Sunderland          | PL                  | 29         | -33        | FACup+CdL       | 6+0             | -5              | -                  | -                  | -                  | -           | -           | -           | 35     | -38     |
| 2012-2013           | Sunderland          | PL                  | 38         | -54        | FACup+CdL       | 2+0             | -4              | -                  | -                  | -                  | -           | -           | -           | 40     | -58     |
| Totale Sunderland   | Totale Sunderland   | Totale Sunderland   | 90         | -122       |                 | 11              | -13             |                    | -                  | -                  |             | -           | -           | 101    | -135    |
| 2013-2014           | Liverpool           | PL                  | 38         | -50        | FACup+CdL       | 0+2             | -3              | -                  | -                  | -                  | -           | -           | -           | 40     | -53     |
| 2014-2015           | Liverpool           | PL                  | 36         | -43        | FACup+CdL       | 7+3             | -5 + -4         | UCL+UEL            | 6+2                | -9 + -1            | -           | -           | -           | 54     | -62     |
| 2015-2016           | Liverpool           | PL                  | 34         | -42        | FACup+CdL       | 3+3             | -2 + -2         | UEL                | 15                 | -13                | -           | -           | -           | 55     | -59     |
| 2016-2017           | Liverpool           | PL                  | 28         | -30        | FACup+CdL       | 0+3             | -1              | -                  | -                  | -                  | -           | -           | -           | 31     | -31     |
| 2017-2018           | Liverpool           | PL                  | 19         | -24        | FACup+CdL       | 1+0             | -3              | UCL                | 2                  | -3                 | -           | -           | -           | 22     | -30     |
| 2018-2019           | Liverpool           | PL                  | 0          | 0          | FACup+CdL       | 1+1             | -2 + -2         | UCL                | 0                  | 0                  | -           | -           | -           | 2      | -4      |
| Totale Liverpool    | Totale Liverpool    | Totale Liverpool    | 155        | -189       |                 | 24              | -24             |                    | 25                 | -26                |             | -           | -           | 204    | -239    |
| 2019-2020           | Club Bruges         | D1                  | 27         | -13        | CB              | 5               | -4              | UCL+UEL            | 10+2               | -16 + -6           | -           | -           | -           | 44     | -39     |
| 2020-2021           | Club Bruges         | D1                  | 33+5       | -24 + -9   | CB              | 2               | -2              | UCL+UEL            | 5+2                | -9 + -2            | -           | -           | -           | 47     | -46     |
| 2021-2022           | Club Bruges         | D1                  | 33+6       | -35 + -1   | CB              | 4               | -7              | UCL                | 6                  | -20                | SB          | 0           | 0           | 49     | -63     |
| 2022-2023           | Club Bruges         | D1                  | 34+6       | -36 + -12  | CB              | 2               | -4              | UCL                | 8                  | -11                | SB          | 1           | 0           | 51     | -63     |
| 2023-2024           | Club Bruges         | D1                  | 28+4       | -26 + -3   | CB              | 5               | -2              | UECL               | 14                 | -10                | -           | -           | -           | 51     | -41     |
| 2024-2025           | Club Bruges         | D1                  | 28         | -33        | CB              | 0               | 0               | UCL                | 11                 | -16                | SB          | 1           | -2          | 40     | -51     |
| Totale Club Bruges  | Totale Club Bruges  | Totale Club Bruges  | 204        | -192       |                 | 18              | -19             |                    | 58                 | -90                |             | 2           | -2          | 282    | -303    |
| Totale carriera     | Totale carriera     | Totale carriera     | 550        | -618; 1    |                 | 51              | -61             |                    | 83                 | -116               |             | 2           | -2          | 686    | -797; 1 |

### Cronologia presenze e reti in nazionale
| Cronologia completa delle presenze e delle reti in nazionale ― Belgio | Cronologia completa delle presenze e delle reti in nazionale ― Belgio | Cronologia completa delle presenze e delle reti in nazionale ― Belgio | Cronologia completa delle presenze e delle reti in nazionale ― Belgio | Cronologia completa delle presenze e delle reti in nazionale ― Belgio | Cronologia completa delle presenze e delle reti in nazionale ― Belgio | Cronologia completa delle presenze e delle reti in nazionale ― Belgio | Cronologia completa delle presenze e delle reti in nazionale ― Belgio |
| Data                                                                  | Città                                                                 | In casa                                                               | Risultato                                                             | Ospiti                                                                | Competizione                                                          | Reti                                                                  | Note                                                                  |
| --------------------------------------------------------------------- | --------------------------------------------------------------------- | --------------------------------------------------------------------- | --------------------------------------------------------------------- | --------------------------------------------------------------------- | --------------------------------------------------------------------- | --------------------------------------------------------------------- | --------------------------------------------------------------------- |
| 25-3-2011                                                             | Vienna                                                                | Austria                                                               | 0 – 2                                                                 | Belgio                                                                | Qual. Euro 2012                                                       | -                                                                     |                                                                       |
| 29-3-2011                                                             | Bruxelles                                                             | Belgio                                                                | 4 – 1                                                                 | Azerbaigian                                                           | Qual. Euro 2012                                                       | -1                                                                    |                                                                       |
| 3-6-2011                                                              | Bruxelles                                                             | Belgio                                                                | 1 – 1                                                                 | Turchia                                                               | Qual. Euro 2012                                                       | -1                                                                    |                                                                       |
| 10-8-2011                                                             | Celje                                                                 | Slovenia                                                              | 0 – 0                                                                 | Belgio                                                                | Amichevole                                                            | -                                                                     |                                                                       |
| 2-9-2011                                                              | Baku                                                                  | Azerbaigian                                                           | 1 – 1                                                                 | Belgio                                                                | Qual. Euro 2012                                                       | -1                                                                    |                                                                       |
| 6-9-2011                                                              | Bruxelles                                                             | Belgio                                                                | 1 – 0                                                                 | Stati Uniti                                                           | Amichevole                                                            | -                                                                     |                                                                       |
| 7-10-2011                                                             | Bruxelles                                                             | Belgio                                                                | 4 – 1                                                                 | Kazakistan                                                            | Qual. Euro 2012                                                       | -1                                                                    |                                                                       |
| 11-10-2011                                                            | Düsseldorf                                                            | Germania                                                              | 3 – 1                                                                 | Belgio                                                                | Qual. Euro 2012                                                       | -3                                                                    |                                                                       |
| 29-2-2012                                                             | Candia                                                                | Grecia                                                                | 1 – 1                                                                 | Belgio                                                                | Amichevole                                                            | -1                                                                    | 89’                                                                   |
| 2-6-2012                                                              | Londra                                                                | Inghilterra                                                           | 1 – 0                                                                 | Belgio                                                                | Amichevole                                                            | -1                                                                    |                                                                       |
| 14-11-2012                                                            | Bucarest                                                              | Romania                                                               | 2 – 1                                                                 | Belgio                                                                | Amichevole                                                            | -2                                                                    |                                                                       |
| 29-5-2013                                                             | Cleveland                                                             | Stati Uniti                                                           | 2 – 4                                                                 | Belgio                                                                | Amichevole                                                            | -2                                                                    |                                                                       |
| 14-11-2013                                                            | Bruxelles                                                             | Belgio                                                                | 0 – 2                                                                 | Colombia                                                              | Amichevole                                                            | -2                                                                    |                                                                       |
| 19-11-2013                                                            | Bruxelles                                                             | Belgio                                                                | 2 – 3                                                                 | Giappone                                                              | Amichevole                                                            | -3                                                                    |                                                                       |
| 10-10-2015                                                            | Andorra la Vella                                                      | Andorra                                                               | 1 – 4                                                                 | Belgio                                                                | Qual. Euro 2016                                                       | -1                                                                    |                                                                       |
| 13-10-2015                                                            | Bruxelles                                                             | Belgio                                                                | 3 – 1                                                                 | Israele                                                               | Qual. Euro 2016                                                       | -1                                                                    |                                                                       |
| 13-11-2015                                                            | Bruxelles                                                             | Belgio                                                                | 3 – 1                                                                 | Italia                                                                | Amichevole                                                            | -1                                                                    |                                                                       |
| 9-11-2016                                                             | Amsterdam                                                             | Paesi Bassi                                                           | 1 – 1                                                                 | Belgio                                                                | Amichevole                                                            | -1                                                                    |                                                                       |
| 28-3-2017                                                             | Soči                                                                  | Russia                                                                | 3 – 3                                                                 | Belgio                                                                | Amichevole                                                            | -3                                                                    |                                                                       |
| 14-11-2017                                                            | Bruges                                                                | Belgio                                                                | 1 – 0                                                                 | Giappone                                                              | Amichevole                                                            | -                                                                     |                                                                       |
| 28-3-2018                                                             | Bruxelles                                                             | Belgio                                                                | 4 – 0                                                                 | Arabia Saudita                                                        | Amichevole                                                            | -                                                                     |                                                                       |
| 16-10-2018                                                            | Bruxelles                                                             | Belgio                                                                | 1 – 1                                                                 | Paesi Bassi                                                           | Amichevole                                                            | -1                                                                    |                                                                       |
| 19-11-2019                                                            | Bruxelles                                                             | Belgio                                                                | 6 – 1                                                                 | Cipro                                                                 | Qual. Euro 2020                                                       | -1                                                                    |                                                                       |
| 5-9-2020                                                              | Copenaghen                                                            | Danimarca                                                             | 0 – 2                                                                 | Belgio                                                                | UEFA Nations League 2020-2021 - 1º turno                              | -                                                                     |                                                                       |
| 8-9-2020                                                              | Bruxelles                                                             | Belgio                                                                | 5 – 1                                                                 | Islanda                                                               | UEFA Nations League 2020-2021 - 1º turno                              | -                                                                     | 55’                                                                   |
| 8-10-2020                                                             | Bruxelles                                                             | Belgio                                                                | 1 – 1                                                                 | Costa d'Avorio                                                        | Amichevole                                                            | -                                                                     | cap. 77’                                                              |
| 12-10-2020                                                            | Londra                                                                | Inghilterra                                                           | 2 – 1                                                                 | Belgio                                                                | UEFA Nations League 2020-2021 - 1º turno                              | -2                                                                    |                                                                       |
| 14-10-2020                                                            | Reykjavík                                                             | Islanda                                                               | 1 – 2                                                                 | Belgio                                                                | UEFA Nations League 2020-2021 - 1º turno                              | -1                                                                    |                                                                       |
| 11-11-2020                                                            | Lovanio                                                               | Belgio                                                                | 2 – 1                                                                 | Svizzera                                                              | Amichevole                                                            | -1                                                                    |                                                                       |
| 30-3-2021                                                             | Lovanio                                                               | Belgio                                                                | 8 – 0                                                                 | Bielorussia                                                           | Qual. Mondiali 2022                                                   | -                                                                     |                                                                       |
| 3-6-2021                                                              | Bruxelles                                                             | Belgio                                                                | 1 – 1                                                                 | Grecia                                                                | Amichevole                                                            | -1                                                                    | 90+1’                                                                 |
| 26-3-2022                                                             | Dublino                                                               | Irlanda                                                               | 2 – 2                                                                 | Belgio                                                                | Amichevole                                                            | -2                                                                    |                                                                       |
| 3-6-2022                                                              | Bruxelles                                                             | Belgio                                                                | 1 – 4                                                                 | Paesi Bassi                                                           | UEFA Nations League 2022-2023 - 1º turno                              | -4                                                                    |                                                                       |
| 8-6-2022                                                              | Bruxelles                                                             | Belgio                                                                | 6 – 1                                                                 | Polonia                                                               | UEFA Nations League 2022-2023 - 1º turno                              | -1                                                                    |                                                                       |
| 14-6-2022                                                             | Varsavia                                                              | Polonia                                                               | 0 – 1                                                                 | Belgio                                                                | UEFA Nations League 2022-2023 - 1º turno                              | -                                                                     |                                                                       |
| Totale                                                                |                                                                       | Presenze                                                              | 35                                                                    |                                                                       | Reti                                                                  | -39                                                                   |                                                                       |

## Palmarès

### Club

#### Competizioni nazionali
- Campionato belga: 4

Club Bruges: 2019-2020, 2020-2021, 2021-2022, 2023-2024
- Supercoppa del Belgio: 3

Club Bruges: 2021, 2022, 2025
- Coppa del Belgio: 1

Club Bruges: 2024-2025

#### Competizioni internazionali
- UEFA Champions League: 1

Liverpool: 2018-2019